# Kopa (Pogórze Karkonoskie)
Kopa (niem. Fucksnersberg, 665 m n.p.m.) – szczyt w Karkonoszach, w obrębie Karkonoskiego Padołu Śródgórskiego.
Wzniesienie położone jest w centralnej części Karkonoskiego Padołu Śródgórskiego, na zachód od Zachełmia. Na zachodzie łączy się z Kopistą, na wschodzie przez Zachełmską Przełęcz z Przesiecką Górą.
Zbudowane z granitu karkonoskiego.
Na południowym zboczu występują skałki.
Od wschodu i północy biegnie  zielony szlak turystyczny z Sobieszowa przez zamek Chojnik do Przesieki, Borowic i Karpacza.